# Halsua
Halsua (in svedese Halso) è un comune finlandese di 1052 abitanti, situato nella regione dell'Ostrobotnia Centrale.